# مستقبل الخلية اللمفاوية المتغير
مستقبلات الخلية اللمفاوية المتغيرة (بالإنجليزية: Variable lymphocyte receptors)‏ هي مستقبلات غشائية وجزء من جهاز المناعة التكيفي في الأسماك اللافكية. على خلاف الفقاريات الفكية، لا تملك الأسماك الفكية غلوبولينات مناعية وتستخدم مستقبلات الخلية اللمفاوية المتغيرة عوضا عنها. مستقبلات الخلية اللمفاوية المتغيرة هي أقدم المستقبلات المعروفة الخاصة بجهاز المناعة التكيفي، وهي مستقبلات المستضد الوحيدة غير المعتمدة على الغلوبولينات المناعية.
تحتوي مستقبلات الخلية اللمفاوية المتغيرة (VLR) على تكرارات غنية باللوسين ووظائفها مماثلة تقريبا لوظائف الخلايا البائية والخلايا التائية وقد تم اكتشاف ثلاث خطوط تطورية لحد الآن:
- VLRA أو مستقبلات الخلية اللمفاوية المتغيرة أ (وهي مماثلة أكثر للخلايا التائية α/β في دورها ومسار تمايزها).[3]
- VLRB أو مستقبلات الخلية اللمفاوية المتغيرة ب (وهي مماثلة أكثر للخلايا البائية).[3]
- VLRC أو مستقبلات الخلية اللمفاوية المتغيرة ج (وهي مماثلة أكثر للخلايا التائية γ/δ).[4]

اكتشفت VLRA وVLRB سنة 2009، في حين اكتشفت VLRC في 2013. ومثل الغلوبولينات المناعية، يتم إنشاء مستقبلات الخلية اللمفاوية المتغيرة عبر التأشيب، ولذلك كمية المستقبلات الممكنة كبيرة.

## البنية
تشترك الأنواع الثلاثة من مستقبلات الخلية اللمفاوية المتغيرة في تسلسلات مختلفة غنية بالليوسين، وتشكل بنى ملفات لولبية [الإنجليزية] على شكل حدوة حصان. تسلسل الأحماض الأمينية في النهاية الأمينية هو المسؤول على الارتباط بالمستضد.